# Les Zizis baladeurs
Pour plus de détails, voir Fiche technique et Distribution.
Les Zizis baladeurs (La moglie in vacanza... l'amante in città) est une comédie érotique franco-italienne réalisée par Sergio Martino et sortie en 1980.

## Synopsis
La belle Giulia est la maîtresse d'Andrea, un riche industriel de Parme. Celui-ci est marié à Valeria, qui est elle-même attirée par le comte autoproclamé Giovanni. Pendant des vacances à Courmayeur, tous vont se retrouver dans le même hôtel.

## Fiche technique
Sauf indication contraire, les informations mentionnées dans cette section peuvent être confirmées par la base de données cinématographiques Unifrance,  présente dans la section « Liens externes ».
- Titre original : La moglie in vacanza... l'amante in città[2],[3]
- Titre français : Les Zizis baladeurs[4]
- Réalisateur : Sergio Martino
- Scénario : Ottavio Jemma (it), Jean-Louis Berthault, Giorgio Mariuzzo (it), Sergio Martino, Francesco Milizia (it), Michele Massimo Tarantini
- Photographie : Giancarlo Ferrando (it)
- Montage : Eugenio Alabiso
- Musique : Detto Mariano
- Décors : Adriana Bellone (it)
- Costumes : Silvio Laurenzi
- Production :	Josè Guitierrez Maesso
- Société de production : Dania Film, Medusa, Les Films Jacques Leitienne, Imp.Ex.Ci
- Pays de production :  France •  Italie[4]
- Langue de tournage : italien
- Format : Couleur par Eastmancolor - 1,85:1 - Son mono - 35 mm
- Durée : 97 minutes (1 h 37)
- Genre : comédie érotique italienne
- Dates de sortie :
  - Italie : 14 août 1980
  - France : 22 avril 1981[4]

## Distribution
- Edwige Fenech : Giulia
- Barbara Bouchet : Valeria
- Renzo Montagnani : Andrea Damiami
- Lino Banfi : majordome Peppino
- Tullio Solenghi : Giovanni La Carretta
- Marisa Merlini : la belle-mère d'Andrea.
- Renzo Ozzano : violoniste Vasha Milova
- Jacques Stany : Toni, homme à la trattoria
- Pippo Santonastaso : chauffeur de taxi Emilio Casadei
- Alessandra Vazzoler : la femme de Toni
- Adolfo Belletti : aubergiste de la trattoria
- Stefano Lisicki : médecin urgentiste
- Maria Teresa Ruta : infirmière